# Итальянская литература
Итальянская литература — литература на итальянском языке.

## Латынь
Итальянский язык становится литературным сравнительно поздно (после 1250 года); другие неолатинские языки обособились раньше почти на два века. Это явление объясняется устойчивостью латинской традиции в Италии. Нигде латынь не была так живуча, нигде она не имела такого широкого применения, как в Италии. Рассадниками знания латинского языка в Италии были школы, существование которых здесь не прекращалось ни в готскую, ни в лангобардскую пору. Они носили сравнительно светский и практический характер: составлялись практические руководства к писанию по-латыни (Ars dictaminis или Breviarium de dictamine Альбериха из Монтекассино), обращалось более внимания на выработку стиля и на риторику, чем на грамматическое знание языка. Немецкие латинисты знали язык более отчётливо, тогда как итальянцы довольствовались усвоением его в варварском виде.
Этот общеупотребительный латинский язык отразился в целом ряде произведений: стихотворение «О Милане», «Песнь солдат г. Модены» (924), поэма «На взятие генуэзцами и пизанцами двух сарацинских городов в Африке» (1088), поэма о «Балеарской войне» (1115), «Похвала Бергамо», «Реторомахия» Ансельма Перипатетика, «Жизнь гр. Матильды» († 1115) Домнизона, дидактический трактат: «De diversitate fortunae» Генриха из Септимеллы († 1192). Живучесть классических воспоминаний и способность их претворяться в новую форму сказались не только в языке. Знаменитый монастырь Монте-Кассино, выстроенный св. Бенедиктом на месте культов Аполлона и Венеры, вблизи Арпино, родины Цицерона и виллы Теренция Варрона, стал убежищем любителей античной древности.

## Фридрих II Гогенштауфен и «сицилийская школа»
Эту любовь бенедиктинские монахи разносили и в другие страны. Кроме того Италия была полна воспоминаниями о древних, переработанными на христианский лад. Много легенд было связано с остатками древней архитектуры и зодчества. Особенно интересны легенды о язычниках-праведниках: о Катоне, Траяне, Вергилии. Появление национальной новой литературы задерживалось и тем, что Италия давно и надолго утратила политическое единство, а с ним и национальное самосознание. В XII и XIII вв. на севере и юге Италии стали образовываться независимые литературные центры.
Одним из наиболее важных был двор императора Фридриха II Гогенштауфена, жившего то в Палермо, то в Апулии. Сицилия и южная Италия представляли в это время сложный конгломерат различных культурных наслоений: греков, арабов и норманнов. Первые, хотя и романизованные ещё при Юстиниане (552), обновились новым притоком эллинизма. Под эллинское влияние подпали и лангобарды, сменившие византийцев: лангобард Павел Диакон призывается ко двору Карла Великого как знаток греческого языка. В X веке здесь сохранилось ещё несколько греческих библиотек, в одной из которых был найден псевдокаллисфенов роман об Александре Великом, ставший главным источником западноевропейских Александрий. Отсюда же была перенесена в Нормандию (на Mont St. Michel) малоазийская легенда об архангеле Михаиле (Monte Gargano). Многие другие жития восточных святых распространились на Запад через посредство южно-итальянских греков.
В XIII в. простой народ в Апулии и Калабрии говорил ещё по-гречески; здесь были также греческие монастыри; в Отрантской области настоятелем одного из них был поэт Нектарий († 1235).
С IX в. начинается арабское влияние. При дворе Фридриха оно сказалось не только изысканной роскошью и восточными нравами, но и знакомством с арабской образованностью. Ещё раньше была переведена с арабского «Оптика» Птолемея; Михаил Скот (род. 1195) впервые познакомил Европу с Аристотелем, переведя его произведения с арабского на латинский; в 1232 году эти переводы были водворены в итальянские университеты. Много медицинских и математических книг было также переведено с арабского.
Третье влияние в литературном кружке Фридриха было провансальское. Трубадуры Прованса уже давно появились в Италии; их принимали двор маркграфа Монферратского и графа д’Эсте. После Альбигойской войны особенно много трубадуров нахлынуло в Италию и прочие соседние страны. Разъезжая по белу свету, они нередко вмешивались и в политику: так, Пейре Видаль (1175—1205) писал против Генуи и императора, Пейре Гильом де Люцерна настраивал Фридриха против Милана. Приближая к себе трубадуров, Фридрих имел в виду не только литературные, но и политические цели: ему было выгодно поддержать тех трубадуров, которые, раздражённые Альбигойской войной, враждовали с папой, как, например, Гильом Фигейра. Немало было в то время и итальянских трубадуров, писавших по-провансальски: Альберто ди Маласпина, Ромберто Бивалелло, Феррари, Сорделло ди Гойто, воспетый Данте в «Чистилище».
Накопление разнообразных образовательных элементов, по словам А. Н. Веселовского, «должно было сказаться в сферах, доступных их влиянию, сильным брожением освободительной, критической мысли. Глубокие вопросы философского и религиозного сомнения запали в душу Фридриху II; он переписывался о них с арабским учёным Ибн-Сабином. Его идеал — идеал христианского халифата; но его золотые августалы обличают вкус антика, незнакомый северным художникам. Вокруг него собираются поэты, подражатели трубадуров, впервые запевшие на итальянском языке. Это было литературное проявление итальянского самосознания. Фридрих II участвует в его организации и сам слагает песни превыспренней любви. Центр был найден: при его дворе, куда потянулись поэты из других местностей Италии, зародилась итальянская лирика».
Т. н. сицилийская школа поэзии представлена в живом и оригинальном творчестве.
Песни самого Фридриха II Гогенштауфена, его сыновей Энцо и Манфреда, графа Ринальдо д’Аквино, Джакомо Лентини, Пьетро делла Винья, Джакомо Мостаччи, Гвидо делле Колонне и Одо делле Колонне, Руджеро Амико, Томмазо ди Сакко, Маццео ди Рикко, Стефано Протонотаро, Джакомино Пульезе, Симона Дориа и его брата Перчевалле Дориа, Арриго Теста, Компаньетто да Прато, Паганино да Серцана, Филиппо да Мессина, Фолько Руффо да Калабрия, Чуллу ди Винкенцуллу (Чьело д’Алькамо) и аббата из Тиволи — не подражание поэтам Прованса. От их стихотворений веет жизнью и реальной правдой, позволяя нам почувствовать аромат атмосферы сицилийского двора. В них мало описаний природы, основная тема — это буйная радость или мучительные переживания влюблённого мужчины в разлуке или же после смерти возлюбленной с конкретными физиологическими проявлениями. Женщины описываются то надменными, корыстными и неверными, то чистыми, любящими и страдающими. Джакомо Лентини Данте считал создателем поэтической формы — сонета. Некоторые его строфы послужили образцом для сонетов Данте к Беатриче.
Отдельно стоит «Contrasto» Чьело д’Алькамо. Здесь описывается разговор девушки с молодым человеком, добивающимся её любви; девица старается отклонить её различными доводами, но дело кончается полной удачей влюблённого (Contrasto и значит «диалог, спор»). Эта форма, несомненно, народного происхождения, была весьма распространена в средние века; таковы: «Спор зимы и лета», «Спор души с телом», «Спор брюнетки и блондинки», «Легкомысленной и мудрой» и пр. Произведение Чьело отчасти напоминает и старофранцузские пасторали.
Оно вызвало много различных толкований: одни склонны видеть в нём чисто народное произведение, остаток самостоятельной И. лирики; другие, напротив, считают его подражательным и принадлежащим «сицилийской школе». Или же описание реальных событий. Оно написано по-сицилийски, с латинизмами и провансализмами.
Сицилийская школа поэзии подготовила почву к образованию литературного итальянского языка и выработала основные виды итальянской лирики: канцону и сонет. Канцона соответствует той же форме во французской лирике (chanson, пров. canzo). Итальянская канцона с самого начала была такая же, как и у Петрарки, то есть тогда уже была известна одиннадцати- и семистопная её форма. Сонет есть, собственно говоря, отрывок канцоны. Провансальцы называли такие пьесы «отрывочными строфами» (coblas esparsas) и часто употребляли их для нравоучительных пьесок.

## Франко-венетская литература
В сицилийской школе эта форма встречается ещё редко. В северной Италии нельзя назвать такого определённого центра, как на юге. Однако, здесь существовало своеобразное литературное течение, в развитии которого принимали участие Венеция, Падуя, Верона, Болонья и многие ломбардские города. Близость Франции, а может быть, и большой наплыв французских крестоносцев, направлявшихся в Венецию, содействовали распространению здесь французской литературы. Библиотека св. Марка в Венеции сохранила большое количество французских рыцарских романов. В 1288 году в Болонье было запрещено уличным певцам петь французские песни (chansons de geste). Появились и местные произведения в этом роде: «Entrée de Spagne» и «Prise de Pampelune». Автор большей части первой поэмы называет себя падуанцем; конец первой и вся 2-я написаны Николаем из Вероны. Обе поэмы — часть итальянской литературы, хотя и воспевают мнимое покорение Карлом Великим Испании. Действие часто переносится в Италию, Роланд оказывается римским консулом, ломбардцы — самым храбрым народом.
Обе пьесы написаны на смешанном франко-итальянском наречии. Так же написана и одна версия песни о Роланде в библиотеке св. Марка. Не менее провансальского яз. (langue d’oc) был известен в Италии и сев.-французский (langue d’oil), считавшийся особенно пригодным для повествовательной литературы: Брунетто Латини этим оправдывается в том, что пишет свой «Trésor» по-французски; то же делает и Рустикелло из Пизы, записавший, со слов Марко Поло, его путешествие в книгу «чудес света». Данте держался того же взгляда. На франко-итальянском языке, но для итальянской публики, написаны ещё «Бово д’Антона», «Макэр» и «Райяардо и Лезенгрино», романы более народного склада. Франко-итальянские романы интересны своей близостью к рыцарскому эпосу Возрождения (Боярдо, Пульчи, Ариосто), многое заимствовавшему именно из них.

## Религиозная литература
Из северной Италии до нас дошли также религиозно-нравственные произведения по-итальянски. Их авторы: Джирардо Патеккьо из Кремоны, Пьетро да Барсегапе, преподобный Джакомино из Вероны и преподобный Бонвезин да Рива. Последний писал в народном духе; его произведения пелись на площадях. Светских итальянских произведений XIII в. до нас не дошло, кроме венецианской песни, оплакивающей милого-крестоносца; она найдена в одном деловом документе. В средней Италии, в Умбрии, в первой половине XIII в. возникло сильное религиозное возбуждение. Один из главных выразителей его был св. Франциск Ассизский (1182—1226), основатель нищенствующего ордена францисканцев. Его поэма о Солнце написана на народном языке. Его ученики установили религиозно-поэтические хождения: они бродили повсюду, распевая свои песни, одетые в рубище, питаясь подаяниями. Первые последователи Франциска писали ещё по-латыни; так, Томмазо Джелано приписывается знаменитое «Dies irae, dies illa». Одним из примечательных примеров памятников итальянской литературы является и произведение Цветочки Франциска Ассизского, которое представляет собой собрание легенд о святом.
Религиозное возбуждение усилилось в 1260 году, под влиянием народных бедствий: явились бичующиеся флагелланты. Песни, ими распевавшиеся, назывались лауды. Их авторы неизвестны, кроме одного — преподобного Якопоне да Тоди. Его аскетизм доходил до искания всяких бед и невзгод, но не мешал ему сочинять любовные песни. Он писал на народном языке, чуждаясь всякой книжной мудрости, хотя знал по-латыни и был образованный юрист. Его крайние францисканские взгляды заставили его столкнуться с более умеренными элементами этого ордена, тянувшими к папе Бонифацию VIII. Якопоне боролся против папы и сочинял даже сатирические пьесы на него и высшее духовенство. За это он был посажен в тюрьму и отлучён от церкви. Лауда принимала иногда форму плясовой народной песни (баллата), иногда форму спора (души с телом). Эти лауды бывали также драматизованы, в Перудже существовало для них нечто вроде сцены. В них видят ячейку, из которой развился народный театр. В Тоскане, в конце XIII в., появилось множество поэтов, подражателей «сицилийской школы». Многие из них писали одновременно и по-провансальски, и по-итальянски.

## Новый сладостный стиль
Рыцарская лирика, попав в чуждую ей среду городских коммун, стала ещё более условной и приобрела чрезмерную вычурность и манерность: искусство сводилось к игре слов и к подыскиванию трудных рифм. Язык стал свободнее от провансализмов и диалектических форм. Из поэтов этой группы Данте да Майано известен своими тенсонами, которых не знала сицилийская школа. Постепенно из тенсон стали выделять строфы каждого поэта, и таким образом создался сонет. Перу Гвиттоне д’Ареццо принадлежит песнь на битву при Монтаперти: это одна из первых политических пьес по-итальянски. Гвиттоне писал также множество любовных пьес, вызвавших преувеличенную похвалу Данте. Пьесы Компаньетто да Прато напоминают реалистический колорит фаблио и тот особый тип полународных песней, которые во Франции называются песнями о «неудачно вышедших замуж женщинах». Новое направление приняла итальянская лирика в т. н. болонской школе. Основатель её, Гвидо Гвиницелли, был учеником Гвиттоне и подражал сицилийцам, но в его канцонах любовь понимается как возвышающее, облагораживающее чувство; было положено начало тому аллегорическому пониманию служения даме, которое у Данте дошло до отождествления Беатриче с теологией. Таким образом родился новый вид поэзии, который Данте назвал «сладостным новым стилем». Любовь к аллегории также пришла из Франции.
Это было как раз время появления Романа Розы, тогда же изложенного по-итальянски Дуранте, в 232 сонетах. Под непосредственным влиянием романа Розы писал Брунетто Латини; он составил сначала на французском языке обширную энциклопедию «Сокровище» («Le Trésor»), которая одновременно была изложена в итальянских стихах: «Малое сокровище» («Tesoretto»). Сочинения Франческо да Барберино (1264—1348) в том же духе. Франческо долго жил во Франции, там познакомился с Жуанвилем, которого считал образцом рыцарской доблести, хороших манер и даже нравственности, и вернулся на родину восторженным поклонником куртуазных нравов. Его обширная аллегорически-наставительная поэма, писанная то в стихах, то в прозе, называется «Документы любви». Действие происходит в замке Амура, который сам, через посредство Красноречия, диктует свои законы.
Средневековая аллегория любила изображать Амура судьёй; на этом образе была создана целая литература. Суд Амура происходил обыкновенно в его замке, первого мая, в присутствии наиболее отличившихся из его свиты. Таким образом, любовь оказалась систематизированной и подчинённой строго разработанному кодексу (Andrea Capellani, «De Amore libri tres», 1892). Произведение Франческо интересно и многими подробностями о рыцарском обществе Франции, дошедших до нас только через его посредство. Другое произведение того же автора («Рассуждение о нравах дам») есть нечто вроде Домостроя, в основание которого положены принципы куртуазных отношений. Автор и тут имел перед собой французский образец: «Chastoiemeut des dames» Робера де Блуа. К этому же типу относится и ещё одно произведение: «Интеллигенция».
Аллегоризм есть последнее иноземное влияние на итальянскую литературу. Вскоре из всех разнородных элементов, послуживших созданию национальной литературы в Италии, выросло нечто своеобразное и новое. Классическое предание дало здесь новую жизненность и реальные краски для олицетворения Амура; философия болонской школы углубила анализ чувства, перенеся центр тяжести с диалектических тонкостей на психологию, поставив вопрос о «благоустроенном сердце» (cuor gentile), как естественном сосуде любви; разбор разнообразных аффектов любви обогатил поэтический язык новыми выражениями, образными в своей отвлечённости: «духи любви» ответили на все процессы впечатления, увлечения, отчаяния — духи печальные и радостные, бледные и рдеющие стыдом. Таков язык флорентийской поэзии «нового стиля». Основатель флорентийской философской школы, Гвидо Кавальканти, которого Боккаччо изображает глубоким философом и светским человеком (Декам. VI, 9), старается решить вопрос о природе любви в канцоне «Donna mi prega». Он углубляется при этом в такие дебри психологического глубокомыслия и возвышенной запутанности слога, что его произведение осталось навсегда загадкой для комментаторов. К этой же школе принадлежали Лапо Джанни, Гвидо Орланди, Лапо дельи Уберти, Данте Алигьери, Чино да Пистойя и др. Рядом с философской лирикой существовали и более лёгкие виды её.
Сам Гвидо Кавальканти писал пасторали во французском духе. Время было тогда, по свидетельству Виллани, самое счастливое для Флоренции (1283). Появляется жизнерадостная, весёлая лирика: Фольгоре да Сан-Джиминьяно воспевает в ряде сонетов удовольствия, которые он желает своим друзьям. Это произведение вызвало не менее забавную пародию Чене далла Китарра из Ареццо. Более серьёзны сатиры того же Фольгоре: он обрушивается здесь на гвельфов (хотя сам принадлежит к этой партии), обвиняя их в трусости и малодушии. К той же группе писателей принадлежит отчасти и Чекко Анжольери, первый итальянский юморист. Он занят более реалистическими темами: его старая жена, на которой он женился из-за денег, и его скупой отец служат обыкновенно мишенью его острот. Свою молодую возлюбленную он воспевает в самых реалистических красках. Чекко был близок к Данте и перекидывался с ним сонетами, что привело, однако, к полному разрыву между ними.
Если не считать письма Гвиттоне д’Ареццо к флорентийцам (1260), самым древним памятником итальянской прозы следует признать переводы трактатов Альбертано, судьи из Брешии («De Amore Dei», «De Arte Loquendi et Tacendi etc.», 1268). Несколько позже написана «Маленькая пизанская хроника» (1279). Хроника Салимбене Пармского обнимает события от 1167 года до 1287 года. К этому же времени относится и несколько учёных сочинений переводных и оригинальных, напр. книга по астрономии Ристоро д’Ареццо. Самые интересные прозаические произведения того времени — знаменитый сборник ста рассказов («Cento nevelle antiche» или «Novellino») и рассказы о древних рыцарях («Conti di antichi cavalieri»). Сюжеты этих новелл имели хождение по Италии то в устной, то в письменной передаче, и им было суждено ещё долго служить для стилистических и нравственно-поучительных целей; но они представляют собой скорее остов рассказов, развить который предстояло таланту рассказчика. Таковы литературные явления в Италии, предшествующие появлению трёх великих поэтов XIV в. Данте заканчивает в могучем синтезе идеи средних веков; Петрарка и Боккаччо закладывают первый камень великого будущего здания.
Влияние Данте сказалось прежде всего в географии Фацио дельи Уберти («Dittamondo») и в соч. сына Данте, Якопо («Dottrinale»). Это последнее соч. относится к роду нравственно-наставительных произведений, каких было много в то время: «Fiore di Virtu», канцоны Биндо Боники и аскетические: «Specchio de Peccati» Доменико Кавалька, «Specchio della vera Penitenza» Якопо Пассаванти, «Письма св. Екатерины из Сиены» и пр. Более интересны два знаменитых хроникёра Флоренции, Джованни Виллани и Дино Компаньи. Последнего часто ставили в параллель Данте, так как он описывает те же политические события, которые играют также важную роль и в «Божественной Комедии». К этому же времени относятся роман «L’Aventuroso Siciliano» Бозоне де Раффаэлли и драма Альбертино Муссато «Eccerinus». В «Божественной комедии» средневековое мировоззрение получило совершеннейшее и окончательное выражение. Во второй половине XIV в. сказался перелом в сторону направления, широко распространившегося в XV в. и называемого гуманизмом. Оно выразилось, прежде всего, в старании ознакомиться с классическими писателями в подлинниках, не останавливаясь на традиционных представлениях извращённых чуждыми им христианскими идеями. Нарождению этой новой тенденции поспособствовали Петрарка и Боккаччо, хотя в то же время они были продолжателями литературных типов, относящихся к средним векам, но переданных в более артистической и законченной форме. Франческо Петрарка вращался в элегантном придворном обществе и отсюда вынес знакомство с прославленной им впоследствии Лаурой. В его любовной лирике, центром которой была Лаура, мы находим ту же идеализацию дамы сердца, что и у тосканцев, но без аллегоризма и философского толкования любви. Роман Петрарки есть действительный роман; мы знаем наружность Лауры, перед нами проходит несколько психологических сцен. Но любовь автора есть терпеливая, почти холодная и манерная любовь; дело не в реальном чувств, а в его артистическом выражении. Движения в романе нет. Лаура всё так же холодна, поэт верен ей и после её смерти. Зато только у Петрарки платоническая любовь приобрела типическую законченность, основанную на такте и вкусе автора. Большая лат. эпическая поэма его «Африка», воспевающая Сципиона Африканского, поэтических достоинств не имеет, но обнаруживает небывалое знание латыни, начитанность в римской истории и уменье обращаться с источниками. Всю жизнь Петрарка положил на изучениe древних. К своим итальянским пьесам он относился презрительно, хотя и берёг их. Его исторические труды «De viris illustribus» и «Rerum Memorandorum Libri» признаются первыми научными работами в современном смысле слова. Отдельно стоят его аскетические трактаты: «De Ociо Religiosorum», «De vita solitaria», «De Remediis utriusque fortunae» и «De contemptu mundi». Петрарка был самый высоко ценимый поэт Италии. В 1340 году он был коронован в Риме. Короли, герцоги, коммуны постоянно звали его к себе. — Боккаччо рано был введён в элегантное общество Неаполя, где блистала Мария, незаконная дочь короля. С любовью к ней и с светской жизнью в Неаполе и на морских купаньях в Байях связаны ранние произведения Боккаччо: «Филострато» и «Филоколо». Содержание этих поэм взято из старофранцузских романов. К этому же периоду относятся и сонеты Боккаччо.
Любовь Боккаччо только отчасти напоминает Данте или Петрарку: это жгучая и реальная страсть, зародившаяся в среде, в которой рыцарская эротика приняла характер праздничного разгула, отвергающего традиционные узы и ищущего оправдания в любовной казуистике, отчасти подсказанной Овидием. В поэмах, относящихся к эпохе пребывания Боккаччо около Флоренции — «Амето», «Любовное видение» и отчасти «Филоколо», — много аллегорических сцен и стилистических оборотов, навеянных Данте. «Амето» — пастораль с нимфами и пастухами, какие вошли в моду в эпоху Возрождения. Идея этой поэмы — обосновать платоническую любовь на почве реальных отношений культурного общества. Ещё больше отразило манеру Данте «Любовное видение»; мифические представления, вычитанные из Овидия, причудливо группируются здесь рядом с героями рыцарских романов и с средневековой символикой. Гораздо ярче выразился гений Боккаччо в «Тезеиде» и «Ninfale Fiesolano». «Тезеида» есть попытка искусственного эпоса по-итальянски. Сюжет взят также из рыцарского романа. В «Ninfale Fiesolano» мы опять среди нимф и пастухов. Роман «Фиаметта» заканчивает этот цикл в литературной автобиографии Боккаччо; в европейской поэзии она была откровением, к которому приурочивается развитие психологического романа". Овидий и другие классики и тут подсказали автору то, чего не знали ещё его предшественники. «Декамерон» Боккаччо часто называют «Человеческой комедией», по аналогии с поэмой Данте. Схема этого произведения встречается у Боккаччо и раньше, в «Амето» и «Филоколо». Рассказчиками являются герои прежних поэм: Памфило, Филострато, Дионео, Фиаметта, Элиза. Сюжеты новелл оказываются почти всегда бродячими; в некоторых новеллах и имена указывают на их иноземное происхождение. Что внесено личным почином автора — определить трудно, так как непосредственные источники новелл не могут быть указаны; очень часто это были устные версии, неуловимые для исследователя. В стиле сказалась любовь к фразе к аксессуарам, к ненужным длиннотам. Несмотря на эти недостатки, Боккаччо умел охарактеризовать личность несколькими штрихами; он первый реалист, первый художник, чуткий к форме, к прелестям внешней красоты. Подобно Петрарке, отдавшемуся любви в молодости, но «переборовшему себя», Боккаччо под конец жизни начинает искать идеала в классической древности: гуманистические стремления одерживают в нём верх над увлечением современной поэзией.
Подражателем Боккаччо явился новеллист Франко Сакетти (ок. 1335—1410), автор сборника «Триста новелл». Примерно в 1378 году Джованни из Флоренции составляет сборник «Peccarono»; но особенно близко к «Декамерону» сочинение Джованни Серкамби. Сакетти известен также как автор баллад и мадригалов, тогда впервые вошедших в моду. Он умел изображать живые сценки на лоне природы. Менее удачна его поэма: «Битва красивых дам со старухами». В последних годах XIV в. во Флоренции развивается политическая литература демократического направления; к ней принадлежат многие сонеты Сакетти, Гвидо дель Паладжо, Франческо Бонноццо. Наиболее многосторонний поэт этого рода был Антонио Пуччи, человек из народа и реалист по призванию. Его «Lamenti» и «Serinintese» трактуют о политических событиях дня, a «Ceutiloquio» критически излагает хронику Виллани. Тому же Пуччи принадлежат своеобразно пересказанные романы: «Istoria della Reina d’Oriente», «Gismirante», «Istoria di Apollonio di Tiro» и др. Для характеристики последней четверти XIV в. особенно интересен роман Джованни из Прато, изображающий современное ему культурное общество Флоренции и многих литераторов: Колюччо Салютати, Луиджи Марсили, Антонио Альберти, Франческо Ландини. Это произведение вводит нас в научно-литературную среду, где развился гуманизм. Поименованные здесь писатели, флорентийцы по происхождению, ещё лично были знакомы с Петраркой и Боккаччо.

## XV век
Литературные деятели XV века продолжают стремления своих великих предшественников. Ревностнейшими собирателями классических произведений были Поджо Браччолини и Никколо Никколи. Последний положил на это дело всю свою жизнь и всё своё состояние. Особенно сильный интерес приковывали к себе ещё мало знакомые греческие писатели. Уже Петрарка и Боккаччо обращались к южно-итальянским грекам, Варлааму и Леонтию Пилату. В XV веке преподавание греческого языка приняло правильный характер и находилось в руках византийцев; так, во Флоренции учил греческому языку Хрисолор, в Падуе Иоанн Аргиропул, в Милане Константин Ласкарис. Знание греческого языка стало понемногу обычным: особенно прославился им Франческо Филельфо, бывавший в Греции и женатый на гречанке. Переводы с греческого стали обычным занятием гуманистов; напр. Леонардо Аретинский переводил Аристотеля, Платона, Плутарха и Демосфена, а Полициано перевёл несколько песней «Илиады». Греки распространили в Италии знание Платона, мистический идеализм которого давал возможность сближения его с теологической метафизикой; первыми проповедниками Платона были Георгий Гемист (Плетон) и ученик его, Виссарион Никейский. Во Флоренции увлечение Платоном выразилось в писаниях Марсилио Фичино («Платоновское богословие о бессмертии души»). За ним Пико Мирандола стал проповедовать и неоплатонизм.
Отчасти под влиянием Платона образовались в Италии академии. Во Флоренции Академия устроилась около Козимо Медичи; к ней принадлежали Амброджо Траверсари, Никколо Никколи, Фичино и другие. В Риме основателем Академии был Помпоний Лет. В Неаполе подобная Академия была устроена Антонио Беккаделли (Панормита) и названа «Academia Pontania», по имени главного её участника Джованни Понтано, изобразившего её в своих живых и занимательных диалогах. К этой последней Академии принадлежал и Якопо Саннадзаро. Гуманисты писали элегии, эклоги и в особенности литературные эпистолии; при происходивших между ними частных ссорах (вроде вражды Филельфо с Козимо Медичи), особенно богата была полемическая литература, сатиры и эпиграммы («Hermaphroditus» Панорамиты, «De Jocis et seriis» Филельфо). Из более крупных поэтических произведений интересны: продолжение «Энеиды» Маффео Веджо и стихотворное жизнеописание Франческо Сфорца: — «Sphortias», Филельфо. Поэмы Джованни Понтано: «Baiae», «Amores», «De Amore Conjugali» и др. передают в реальных красках жизнь высшего общества Неаполя при Арагонской династии. Очень распространены были в то время панегирики владетельным лицам. Во всех этих произведениях латынь стала не только правильной и красивой, но элегантной и лёгкой. Многие гуманисты даже писали лучше по-латыни, чем по-итальянски, что ясно видно из сравнения «Eclogae Piscatoriae» Саннадзаро с его итальянским произведением.
Особенно оживилась в то время историография, интерес которой сосредоточивается преимущественно на современных событиях: таковы труды по истории Флорентийской республики Леонардо Аретино и Поджо, история Италии Флавио Бьондо, история императора Фридриха III и Базельского собора Энея Сильвио Пикколомини (впоследствии папа Пий II). Из других трудов последнего важна космография, как первый опыт научной географии. Бьондо принадлежат также несколько археологических трактатов: «Roma Instaurata», «Italia, Illustrata» и др. Эти труды обнаруживают мировоззрение далеко ушедшее вперёд от средневековых взглядов. Для характеристики политических и этических понятий гуманистов могут служить трактаты Поджо («Dialogo contra Avaritiain», «De Nobilitate», «De Infoelicitate Principum», «De Misena Humanae Conditioms etc.») и Лоренцо Валла («De Voluptate ас vero bono», «De Libero Arbitrio») и др. В них высказывается знакомство с этическими системами древних, симпатии к стоической морали, отсутствие чисто теологического понятия о нравственности. В политике гуманисты стали понимать, что император-немец не есть наследник римского императора, что римская традиция может быть сохранена только на почве Италии, объединённой под одной туземной властью.
Интерес к национальной итал. литературе сильно поколебался в эпоху гуманизма; тем не менее даже такие видные представители гуманизма, как Леонардо Аретино и Филельфо, считали нужным комментировать «Божественную комедию». Многие гуманисты писали канцоны и сонеты в подражание Петрарке. Ревностным защитником национальной литературы был Леон Баттиста Альберти (1406—1472). Он известен как архитектор, математик, поэт и моралист. По-итальянски написаны наставительные его поэмы: «О спокойствии души», «Домострой», «О семье» и др., отличающиеся отсутствием аскетизма и любовью к природе. Другой флорентиец, продолжавший писать по-итальянски — Маттео Пальмиери, автор «Града жизни», поэмы, подражающей Данте и изображающей разные состояния человеческой души. Очень живой интерес к поэзии держался в кружке Лоренцо Медичи Великолепного.
В высшем обществе Флоренции ещё были в моде куртуазные романы и подражания рыцарским нравам, утратившим всякий реальный смысл. Лоренцо любил великолепные турниры, где часто выступал сам. К его кружку принадлежали Полициано, Пульчи, Беллинчони и др. Первый написал неоконченную поэму «Стансы на турнир», прославляющую Лоренцо, в полупасторальном, полуаллегорическом стиле. Другая его поэма, «Сказание об Орфее», носит народный характер. Он сочинял также народные баллады. Поэма Пульчи «Морганте» написана под влиянием тех народных переделок рыцарских романов, вроде «Reali di Francia» и «Tavola Rotouda», которые перешли уже в среду народных сказателей (cantastorie). Сам Лоренцо Медичи был также поэт. Он написал пасторальную поэму «Nencia da Barberino» и великолепное описание соколиной охоты. В лирике Лоренцо начал с платонизма, в стиле великих поэтов XIV веке («Selve d' Amore»), но потом перешёл к народной песне (баллата, barzelletta, фроттола). Народная лирика обыкновенно находится в связи с каким-нибудь праздником, напр. карнавалом (Canti Carnavalesci). Во Флоренции славился народный поэт Доменико ди Джованни (Буркьелло), цирюльник, принадлежавший к враждебной Медичи партии. Другой вид народной песни, страмботти, сочинял в молодости знатный венецианский гуманист Леонардо Джустиниани, песни которого поются до сих пор. В Ферраре, при аристократическом дворе д’Эсте, давнишних покровителей трубадуров, жил Боярдо, граф ди Скандиано, рыцарская поэма которого: «Влюблённый Роланд» уносит за собой в фантастический мир странствующих рыцарей, кровавых битв, похищенных красавиц и пр. Эта поэма, как и «Аркадия» итальянизованного испанца Саннадзаро, повсеместно имела большое влияние в XVI веке.
В XV веке появляется новый род поэтического творчества — драма. Драматические произведения, выработавшиеся из народной религиозной песни (лауда), в XV веке приняли вид «Representatione sacre», изображавших сцены из священного писания; самая старая из подобных пьес, «Abramo ed Isac», относится к 1449 году. Близость этих пьес к лауде ясно видна из тожества авторов обоих видов Фео Белькари, Кастеллано, Пульчи (брат вышеназванного поэта) и сам Лоренцо Медичи. Сначала религиозная драма считалась столь же священной, как и богослужение, но постепенно в неё стали входить светские элементы: Иуда, Ирод и дьяволы стали изображаться в комическом виде. Этим объясняется, между прочим, что чёрт Алликино (Ад, XXII, 118) стал шутом в пьесах XVI века. Особенно реалистическим характером отличались «Miracoli di Nostra Donna» и сцены из житий святых. Так, житие св. Оливы похоже на рассказ о Стелле или преследуемой красавице, а Стелла — первая светская драма в Италии. Эти представления были просто драматизированные рассказы; концентрирования действия ещё не было. Не большим совершенством отличается и «Орфей» Полициано, написанный для придворного праздника. Рядом с самозарождающейся драмой, в XV в. гуманисты стали обновлять классический театр. Таковы пьесы Антонио Лоски «Ахиллес» и Григорио Карраро «Progne», подражающие Сенеке; таков и «Philodoxus», аллегорическая драма Альберти. При дворе в Ферраре, во второй половине XV века, разыгрывались пьесы Плавта и Теренция. В Риме устраивал классические спектакли гуманист Помпоний Лет. Классическая драма стала играть видную роль и в учебных заведениях; так, Пьетро Паоло Верджерио написал пьесу: «Paulus, comoedia ad juvenum mores corregendos». В дальнейшем развитии оба направления, строго классическое и народное, слились и создали широко распространившееся по всему образованному миру литературное течение, называемое обыкновенно псевдоклассическим; но в начале оно вовсе не было таким исключительным, каким стало в XVII и особенно в XVIII в.

## XVI век
Слияние классического и национального течений сказалось прежде всего в широком литературном распространении итальянского языка. Проповедником прав итальянского языка, каким в XV в. был Альберти, на рубеже XVI в. явился Пьетро Бембо. Его первая поэма: «Азоланские беседы» трактует о платонической рыцарской любви, как её понимало тогда высшее общество. При блестящем и учёном дворе папы Льва Х было много латинских поэтов, продолжавших традицию Понтано: Эрколе Строцци, Маркантонио Фламинио, Андреа Наваджеро и др. Бембо, напротив, взял за образец Петрарку и может считаться одним из начинателей петраркизма, настолько приобретшего право гражданства, рядом с подражанием классикам, что даже Дю Белле, один из первых представителей ложноклассицизма во Франции, признал сонет и канцону рядом с латинскими видами лирики. Любовь Бембо к родному языку выразилась также в «Regole Grammaticali della Volgar Lingua», первом опыте научной грамматики итальянского языка.
Бембо, происходя из Венеции, старался писать по-флорентийски, так как не сомневался в признании флорентийского наречия литературным языком Италии. Идея национальности теперь прочно утвердилась в Италии. Самым видным носителем её был знаменитый Никколо Макиавелли. Рядом с ним стоит Гвичардини. Макиавелли, суровому и вдумчивому патриоту, с тревогой в сердце следившему за судьбой родины, часто противопоставляется Ариосто, придворный весельчак, как бы не замечающий окружающих его великих событий. В 1496 году он написал оду на латыни, воспевающую уединение на лоне природы. В этой оде есть строфы, где говорится о бедственном положении родины под властью тиранов, тем не менее не прошло и пяти лет, как Ариосто поступил на службу к одному из подобных тиранов — кардиналу Ипполито д’Эсте, епископу Феррары. Для развлечения патрона он написал подражающие Плавту комедии: «Suppositi», «Cassandra» и др. Более серьёзны латинские сатиры Ариосто, в форме писем, адресованных к друзьям. Он старается здесь сбросить с себя одежду царедворца и является мягким и добрым малым, без особой энергии и каких-либо строгих принципов. Его «Неистовый Роланд» есть продолжение «Влюблённого Роланда» Боярдо. Поэма Ариосто не задаётся никакими аллегорическими задачами, не преследует никаких нравственно-наставительных целей. Ариосто — удивительный рассказчик, умеющий вкладывать жизнь и правдоподобность в самые причудливые сцены своего неутомимого вымысла. Тонкий юмор, разлитый по всей поэме, придаёт рассказу изящную непринуждённость и милую легкомысленность. Типично для XVI в. отношение Ариосто к классическим сюжетам: он уже не переделывает древних на рыцарский лад, что делает ещё Боярдо; герои древности у него оказываются образованными гуманистами, щеголяющими своими археологическими сведениями.
За «Неистовым Роландом» следует множество подобных же романов, служивших занимательным чтением для высшего общества. Граф Винченцо Брузантини в 1550 году затеял даже продолжение поэмы Ариосто, под названием «Влюблённая Анжелика», а Лодовико Дольче написал вступление к «Влюблённому Роланду» Боярдо, под названием «Prime Imprese di Orlando Innamorato». Площадная романтика, подделывавшаяся, в противоположность великосветской, к мещанскому вкусу, полная забавных похождений, грубоватых проделок, напоминающих фаблио, также нашла продолжение в XVI в. Таковы романы Теофило Фоленго «Macaronicae Merlini Cocaji», «Zanitonella», «Orlandino», «Chaos del Triperuno». Первый из них писан по-латыни, остальные — на причудливо-небрежном итальянском языке, часто не подчиняющемся уже всеми признанному тосканскому влиянию; в них много задора и свежего юмора.
Интереснее новые попытки итальянского эпоса Джанджорджо Триссино. Его эпическая поэма: «Освобождение Италии от готов», напоминает, по учёности замысла, «Африку» Петрарки; она не имела решительно никакого успеха, даже среди современников. Другой эпический поэт, Луиджи Аламанни, захотел слить оба повествовательные рода: рыцарский роман и классический эпос. Его поэмы «Гирон Любезный» и «Аварикеида» также не могут быть названы удачными. В последней идёт речь об осаде города Аворко королём Артуром, причём Ланцелот играет роль Ахилла у Гомера. Третий писатель в том же роде — Бернардо Тассо, отец знаменитого Торквато Тассо. Содержание романа Б. Тассо «Amadiji» взято с испанского («Amadis de Craula»). Ему послужили впрок неудачи его предшественников; несомненно также влияние на него «Рассуждения» Джиральди Чинцио о теории романа, где впервые указано различие между романом и эпосом. Граф Бальдасаро Кастильоне, живший при дворе Урбино, написал «О придворном», в котором заставляет своего патрона, герцога Гвидобальдо, в обществе утончённых кавалеров папы Юлия II, рассуждать о том, каким должен быть совершённый придворный. В обязанности придворного входит, между прочим, и служение даме. В XVI в. оно понималось как платоническая любовь, в стиле Петрарки. К числу старейших поэтов петраркистов принадлежит Франческо Мольца. Бросив жену и детей, он влюбился в куртизанку и воспевал её в своих стихах. Его непостоянство в любви вошло в поговорку. Джованни делла Каза считается изобретателем новой манеры, состоявшей в запутанной и оригинальной расстановке слов. Новизну ввёл и Триссино, старавшийся писать классическим метром; то же пробовал и Бернардо Тассо, но пришёл к заключению, что итальянский язык должен иметь своё собственное стихосложение. Платоническая любовь достигает апогея в песнях Луиджи Тансилло, известного и сатирами в стиле Ариосто. Петраркисты не исключительно пели о любви: были и патриотические пьесы, напр. у Джованни Гвидичиони из Лукки и Галеаццо ди Tapcиa из Калабрии. Пьесы знаменитого Микеланджело интересны особенно тогда, когда они имеют отношение к его скульптурным произведениям. Среди петраркистов было немало дам, иногда весьма знатного происхождения: Виттория Колонна, воспевавшая своего мужа, генерала в войске Карла V, Вероника Гамбара, Джулия Гонзага, Гаспара Стампа и др. Отдельно стоит поэт Франческо Берни. Он писал смехотворные песенки в народном стиле и считается основателем «poesia bernesca».
Слияние классического направления с национальным, характерное для XVI в., сказалось особенно в драме. Трагедии подражали обыкновенно Софоклу, но писались одиннадцатистопным белым стихом. Первые трагедии, написанные таким образом: «Софонизба» — Триссино, «Розамунда» и «Орест» — Ручеллаи, «Туллия» — Людовико Мартелли, « Dido in Carta gine» — Алессандро Медичи и др. Всё это робкие и бездарные подражания греческому искусству. Особенно странным оказывается на итальянской сцене хор. Трудно было также заменить чем-либо подходящим идею судьбы, играющую такую важную роль у греков. Трагизм понимался обыкновенно, как ужас убийств и истязаний, происходивших, впрочем, за сценой. Джованни Баттиста Джиральди ввёл подражание Сенеке. Его пьесы «Тиест» и «Орбекке» полны трескучих монологов в духе римского ритора. Число появившихся затем трагедий очень велико; главнейшие из них: «Каначе» — Спероне Сперони, «Орация» — Аретино (одна из удачнейших пьес), «Марианна» — Дольче, «Адриана» — слепого поэта Луиджи Грото, «Джисмонда» — Азинари, «Торрисмондо» — Торквато Тассо и др. Гораздо более оригинальности внесли итальянцы в комедию. Комедия началась также с подражания Плавту. Одновременно (1509) были написаны «Suppositi» Ариосто и «Calandria» кардинала Бернардо Довици. Через три года появилась «Мандрагора» Макиавелли, одна из наиболее интересных пьес итал. репертуара того времени. Автор сумел вложить в неё сатиру современной ему жизни и подняться высоко над простым подражанием. Менее удачна другая его пьеса, «Клиция». Комедия « Аридозия» Лоренцини Медичи также влагает много чисто итальянского в традиционные римские типы. Этим отличаются особенно комедии Пьетро Аретино: «Лицемер», «Комедия придворных нравов», «Таланта», «Кузнец». Тоже можно сказать об «Оборванце» Аннибале Каро и «Assinola» Чекки. Сюжет этих двух последних комедий взят уже не у Плавта, а прямо из жизни. Такова также комедия Джордано Бруно «Candelaio» (1582); в её непосредственный реализм автор сумел вложить более глубокий смысл.
Слияние классического направления с национальным, характерное для XVI в., сказалось особенно в драме. Трагедии подражали обыкновенно Софоклу, но писались одиннадцатистопным белым стихом. Первые трагедии, написанные таким образом: «Софонизба» — Триссино, «Розамунда» и «Орест» — Ручеллаи, «Туллия» — Людовико Мартелли, « Dido in Carta gine» — Алессандро Медичи и др. Всё это робкие и бездарные подражания греческому искусству. Особенно странным оказывается на итальянской сцене хор. Трудно было также заменить чем-либо подходящим идею судьбы, играющую такую важную роль у греков. Трагизм понимался обыкновенно, как ужас убийств и истязаний, происходивших, впрочем, за сценой.
Большинство перечисленных драм и комедий было разыграно при дворе пап в Риме. Лев Х особенно любил драматические представления. При других дворах, особенно в Ферраре, также вошло в обычай устраивать спектакли по случаю различных торжеств. Разыгрывались пьесы обыкновенно любителями; так, напр., слепой Грото изображал Тиресия в царе Эдипе; но очень рано в Италии стали появляться и профессиональные актёры, уровень образования которых был, по-видимому, весьма высок. Женские роли изображались мальчиками. Сцена представляла обыкновенно площадь (piazza) и никогда не менялась. Классическое требование единства места совпало с привычками итальянской жизни. Вообще плавтовская комедия сжилась с итальянскими нравами и создала нечто новое; излюбленные герои комедии: Дотторе, Педант, Скупец, Влюблённый старик, Мальчик, Хвастливый Капитан и шуты-рабы прямо взяты из Плавта, но они все стали истыми итальянцами. Завязки пьес с вечными переодеваниями, похищением детей разбойниками, неожиданными признаниями и проч., также заимствованы, но зато приморские города, где происходит действие, с купцами, торгующими за морем, куртизанками и всевозможными плутами, изображали действительные итал. города. Ласка, автор «La Gelosia» (1550), «La Strega», «La Sibilla» и пр., требовал большей естественности в действии; сам он, однако, не сумел удовлетворить этому требованию. Кроме литературной комедии, в Италии существовал и народный вид её — фарс. Здесь изображались обыкновенно сценки из народного быта. Автор одного из наиболее известных фарсов: «Il Colt lellino» (1520) — Никколо Кампани, проживавший в качестве чего-то вроде шута в домах богатых людей. Другой автор фарсов, народник по вкусам и симпатиям — Анджело Беолько, прозванный Руццанте; на нём, впрочем, также сказалось влияние Плавта. Ещё одна форма комедии существовала только в одной Италии: «Комедия дель арте». Это была комедия без писанного текста, где каждый актёр надевал определённую типичную маску одного из типов писанной комедии и должен был сам придумывать диалоги: пьеса разыгрывалась по короткому конспекту (scenario). Heсмотря на неподвижность масок, диалог был именно здесь особенно оживлён, игра бойка и естественна. В Комедия дель арте впервые женские роли стали играть женщины. Труппы такого рода разъезжали повсюду в Европе и оказали большое влияние, между прочим, на театр во Франции. Особенно славилась труппа Андреини из Венеции.
Социальное положение писателей XVI в. в Италии, несмотря на высоко развитую литературу, не особенно поднялось. В большинстве случаев им приходилось состоять при каком-нибудь дворе в качестве секретаря или придворного поэта. Несмотря на книгопечатание, надежда на доход с книг была невелика, и поэтому автору приходилось подносить и посвящать произведения какому-нибудь важному лицу, которое и платило автору за труд. Оригинальна среди литераторов XVI в. фигура Пьетро Аретино, о котором, как о драматическом писателе, упомянуто выше. Всякий мог, за известную плату, получить от него восхваления. Его засыпали выгоднейшими заказами, и влияние его было громадно даже за пределами Италии. XVI в., начавшийся со светлых утопий правды и добра, закончился яростным гонением независимой мысли. Это особенно сильно отразилось на общественной жизни Италии, после договора в Като-Камбрези почти всецело подпавшей под власть испанского короля. Политическая и общественная жизнь Италии остановилась в душной атмосфере иезуитизма и чужеземного ига. Типичным выразителем этой грустной эпохи является Торквато Тассо (1544—1595). Свою литературную деятельность Тассо начал с подражания Ариосто, в поэме «Руджеро»; затем следуют его две драмы, трагедия «Торрисмондо» и пасторальная комедия «Аминто», не представляющие ничего выдающегося. Главное произведение Тассо — «Освобождённый Иерусалим», длинная эпическая поэма, воспевающая крестовый поход Годфрида Бульонского. Руководящая идея этого произведения — борьба христианства с поддерживаемым всеми силами ада магометанством. Накануне битвы при Лепанто (1571) такая тема была, конечно, современна; но христианство выступает у Тассо не как великое нравственное учение, а как культ, как известный комплекс мифических и мистических представлений. Общая идея заслоняется, притом, любовными и героическими приключениями в стиле Ариосто, которые составляют главную прелесть поэмы. Светские картины «Освобождённого Иерусалима» немало, впоследствии, смущали Тассо; он задумал даже переделать свою поэму и назвать её «Завоёванный Иерусалим». Если Тассо может считаться только косвенной жертвой иезуитизма, то Джордано Бруно непосредственно пострадал от царившей тогда косности; он был сожжён инквизицией. Как поэт, он известен комедией «Il Candelaio», поэмой «Spaccio della bestia trionfante», диалогом «L’Asino Cillenico» и сборником сонетов «Furori poetici». Автор «Верного пастуха», Гуарини, вводит нас в век условности и манерности, притворства и ханжества, каким является XVII в. в Италии.

## XVII век
Ни «маринисты», ни «пиндаристы» — две школы, на которые делятся поэты XVII в. — не принесли особенной славы родной литературе. Глава первой школы был Джамбаттиста Марино, написавший поэму «Адонис». Габриелло Кьабрера, основатель второй школы, был весьма плодовит и, кроме эпических поэм: «Война готтов», «Амадеида», «Флоренция» и пасторальных пьес, писал и оды, подражая Пиндару. Рядом с ним стоит поэт Винченцо Филикайя. Различие между этими школами сводится к вопросам формы и к техническим ухищрениям. В противовес маринистам образовался в Неаполе кружок, основавший Аркадианскую академию; он собирался около бывшей шведской королевы Кристины. К Аркадийской акад. принадлежат Крешимбени, Муратори и многие другие. Как сатирики, известны Бенедетто Менцини и знаменитый художник Сальватор Роза. Гораздо важнее реакция против маринизма, выразившаяся в стихотворениях Кампанеллы, исполненных истинного патриотизма и человечности. Итальянские испанофобы XVII в. обыкновенно искали помощи со стороны Франции, как это делал Тассони, выдающийся сатирик («Похищенное ведро»).

### Научная литература
Упадок изящной литературы в XVI и XVII вв. совпал в Италии с расцветом серьёзной научной литературы. В историографии, несмотря на внешние стеснения, появился целый ряд важных работ. Церковная история Италии нашла прилежного труженика в лице Паоло Сарпи (1552—1623); его «История Тридентского собора» переведена на много языков и может считаться для своего времени образцовым произведением.
Из монографии в самом начале этого периода выдаются Арриго Катерино Давила (1576—1631) «Storia della guerre civili di Francia» (с 1547 года до 1598 год)а и Гвидо Бентивольо «Della guerra di Fiandra» (с 1559 года по 1607 год). На латинском языке историю почти того же периода (с 1557 по 1590 год) написал иезуит Фамиано Страда (1572—1649). Труд замечательного научного прилежания — история Неаполя (от Рожера I до смерти Фридриха II) Франческо Капечелатро. Высоко ценится история Венеции Баттиста Нани (за период времени с 1613 года по 1671 год). Правдолюбием отличается история пережитого (как бы хроника, с 1613 года по 1650 год) Пьетро Джованни Каприата из Генуи (1613—1650). Довольно незначительны многочисленные компиляции плодовитого Грегорио Лети из Милана (1630—1701). Чудом разносторонности можно назвать Лудовико Антонио Муратори (1672—1750), из многочисленных исторических, антикварных и философских сочинений которого особенно замечательны «Annali d’Italia». С ним представляет сходство друг его, поэт и историк Маффеи (1675—1755), в своих трудах «Storia diplomatica» и «Verona illustrata». Замечательнейший из историков этого периода — Пьетро Джанноне (1676—1748). Ниже него стоит плодовитый Карло Денина (1731—1813), из многочисленных сочинений которого некоторое значение удержалось лишь за «Delle rivoluzioni d’Italia». Нельзя не отметить ценную «Storia di Milano» графа Пьетро Верри (1728—1797).
Историки искусства, следовавшие по стопам Вазари — Филиппо Балдинуччи из Флоренции (1624—1697), главное сочинение которого: «Notizie de' professori del disegno da Cimabue in qua», и Карло Датиа († 1675), описавший жизнь нескольких живописцев древности. Джованни Бальоне написал «Le vite de’pittori, scultori, architetti ed intagliatori dal Pontificato de Gregorio XIII del 1572 fino a’ tempi di Papa Urbano VIII nel 1642». Из более поздних сочинений искусству посвящены: «Storia pittorica d’Italia» Луиджи Ланци (1732—1810), занимавшегося также и этрусскими древностями, и «Storia della scultura» графа Л. Чиконьяра (1767—1834), доведённая до Кановы.
Опера нашла себе историка в лице испанца Артеаги (1747—1799), а театр вообще — в Пьетро Наполи-Синьорелли (1731—1815).
Один из наиболее известных полководцев своего времени, Раймондо Монтекукколи из Модены (1608—1680), своими «Aforisni dell’arte bellica» стал первым военным писателем своего отечества.
Историей собственной литературы ни один народ не занимался с таким рвением, как итальянцы. Джан Витторио Росси из Рима (1577—1647), под псевдонимом «Janus Nicius Erythreus», издал «Pinacoteca» — историю многих живших в его время литераторов, а много странствовавший врач Джованни Чинелли-Кальволи из Флоренции (1625—1706) в своей «Biblioteca volante» — бесчисленное множество мелких брошюр и статей. Богаче содержанием «Biblioteca dell’eloquenza italiana» Джусто Фонтанини (1666—1736). Первый опыт действительной истории итальянской литературы — «Idea della storia dell’It. letteratura» Джачинто Джимма (1668—1735). Важны труды Джованни Крешимбени (1663—1728) — малокритическая, но богатая содержанием «Storia della volgar poesia»; иезуита Франческо Саверио Квадрио (1695—1756) — «Об истории и смысле всякой поэзии», куда входит и литература других европейских народов, и «Scrittori d’Italia» графа Джованни Мария Маццукелли (1707—1765) — труд беспримерного прилежания, оставшийся неоконченным. Гораздо выше, чем названные, критическим своим отношением к фактам, стоит Джироламо Тирабоски (1731—1794), которого «Histoire de la littérature d’Italie» страдает лишь слишком большой погоней за мелкими библиографическими данными. Продолжение его труда — обзор XVIII в. — составил Антонио Ломбарди в иезуитском духе; обзор первой четверти XIX в. прибавил Ант. Леватти. Целую галерею жизнеописаний знаменитых итальянцев оставил Джамбаттиста Корниани (1742—1813), в своих «Столетия итальянской литературы», c XIII по половину XVIII в.; продолжение этого труда написал Камилло Угони (1784—1855), под заглавием «О итальянской литературе» (до конца XVIII в.). Всю литературу древности и новейшего времени обнимает малоосновательный труд бывшего иезуита Джованни Андре († 1817) «Dell’origine, progresso e stato attuale d’ogni letteratura».
Старые труды, ограничивавшиеся больше какими-либо отделами литературы: Антонио Монджиторе (1663—1743) «Bibliotheca sicula»; «Epistolae Ambrosii Camalduiensis» Лоренцо Меуса (1717—1802), заключающие в себе весьма интересную, основанную на изучении рукописных источников, историю литературы XIII и XIV вв.; Анджело Фаброни «Vitae Italorum doctrina illustrium s. XVIII» и, наконец, «Specimen historiae literariae florentinae seculi XV» Анджело Мария Бандини (1726—1803). Хороший обзор важнейших явлений итальянской литературы, главным образом основанной на Джироламо Тирабоски, написал Джузеппе Маффеи «Storia della letteratura italiana» (до XVIII в.).
Над эстетической теорией и критикой поработали Крешимбени, автор «Trattato della bellezza dell volgar poesia», и учёный-юрист Джованни-Винченцо Гравина (1664—1718), написавший «Della ragion poetica», в которой он высшим законом выставляет подражание природе и ополчается одинаково как на Аристотеля, так и на маринистов. Остроумны, но бессистемны популярные в своё время «Ragguagli di Parnasso» Траяно Боккалини (1556—1613) и их продолжение «Pietra del paragone politico». Свободной и независимой, но часто руководствовавшейся лишь капризами критикой особенно прославился Джузеппе Баретти (1719—1789).
Как вожди школы, желавшей насадить в Италии французское образование, заслуживают упоминания Франческо Альгаротти (1712—1764), Саверио Беттинелли из Мантуи (1718—1808) «Lettere Virgiliane», «Risorgimento d’Italia» и Мельхиоре Чезаротти (1730—1808) «Saggio sulla filosofia della lingua».
В то время как юриспруденция ещё не успела оправиться от удара, нанесённого философией средневековой схоластике, математические и физические науки сделали большие успехи. Астрономия, математика, физика и медицина имеют среди итальянцев XVII в. представителей, каких в таком количестве не может назвать ни одна страна. Самое славное имя этого периода — Галилео Галилей (1564—1642), труды которого и в отношении языка превосходны. Между учениками его самые знаменитые: Винченцо Вивиани из Флоренции, изобретатель барометра — Торричелли (1608—1647) из Фаэнцы и Бенедетто Кастелли из Брешии.
Другие знаменитые математики и физики этой поры: Джованни Альфонсо Борелли из Неаполя, Доменико Гульельмини из Болоньи, Джованни Доменико Кассини. Иезуит Джамбаттиста Риччоли из Феррары и Франческо Гримальди из Болоньи принадлежали к числу замечательнейших астрономов своего времени. Медицина, до тех пор основывавшаяся на ненаучной традиции, при расцвете естественных наук приняла совершенно иной вид. Первые научные представители её: Марчелло Мальпиги, Лоренцо Беллини, особенно же Франческо Реди из Ареццо (1626—1697) — врач, естествоиспытатель и остроумный поэт. Позже прославился Антонио Кокки как преподаватель медицины в Пизе и Флоренции. Как ботаник и медик одинаково замечателен Доменико Чирилло. Несмотря на все внешние стеснения, не было недостатка в самостоятельных мыслителях. Сюда относятся в особенности Томмазо Кампанелла и Джамбаттиста Вико. В конце этого периода, когда повеяло большей свободой, выдаются Чезаре Беккариа, знаменитый труд которого «О преступлениях и наказаниях» содействовал уничтожению пыток, и Гаэтано Филанджери из Неаполя, которого «Наука о законодательстве» осталась неоконченной. Известны были в своё время ещё Антонио Дженовези, Франческо Марио Пагано, Пьетро и Алессандро Верри. Фердинандо Галиани принадлежит столько же к французской, сколько и к итальянской литературе.

## XVIII век
Из выдающихся учёных XVIII века Муратори посвящал часть времени изящной словесности и написал рассуждение «О хорошем вкусе и о совершенной поэзии». Ещё один историк того времени, Маффеи, занимался и литературой. Его трагедия «Меропе» — подражание классическому вкусу французов XVIII века.
Ряд известных драматических писателей XVIII века начинает Антонио-Доминико Трапасси, прозванный Метастазио. В его поэзии царят умеренность и поверхностность, хороший вкус и элегантность формы. Нет ни исторического замысла, ни потрясающего трагизма, вообще ничего такого, что выходило бы за пределы приятного и спокойно увлекательного. Но ясный и отчётливый стиль, стройность целого без излишнего педантизма, лёгкость и правдоподобность завязки — всё это ввёл впервые на итальянскую сцену Метастазио. Оперы его разыгрываются до сих пор в Италии, как драмы. Лучшие из них: «Покинутая Дидона», «Атилий Регул», «Титово милосердие».
Другой великий драматический писатель того времени — Гольдони. Он отделил музыку от драмы, из стремления к правдоподобию. По той же причине он не признавал единства места, как не признавал его и Метастазио. Не следует, по его мнению, как это делали испанцы, переносить действие из Мадрида в Сицилию и из Неаполя в Лондон, но не надо также приковывать его к одному месту, к одной комнате или, например, к площади, как это делали в старину. В комедиях Гольдони отразились и социальные симпатии автора: ему симпатичен гражданин среднего достатка, живущий в добрых нравах предков; надутое своим самомнением дворянство и разбогатевший не в меру купец, лезущий в знать, ему одинаково смешны. Простой народ встречается у Гольдони главным образом как прислуга (zanni).
Против драматических нововведений Гольдони выступили Кьяри и Гоцци, старавшиеся оживить старинные формы итальянской комедии. Третий крупный драматург XVIII века — граф Витторио Альфьери. Насилованное единство действия, его слишком поспешное развитие, часто бедность образов, жестокая сила мыслей, однообразие типов, монотонность чувств, любовь к сценичным катастрофам, преобладание политического понимания событий над философским, преобладание героя над человеком, отечества над семьёй, героизма над любовью, мужчины над женщиной, ужасного над трогательным — таковы основные черты трагедий Альфьери, в которых чувствуется, однако, кипучее сердце, оригинальный ум, смелый характер. Образцами для Альфьери служили французские трагики XVII и XVIII веков. Он был горячий патриот и поклонник просветительных идеалов XVIII века. Он приветствовал освобождение Америки и революцию 1789 года, но после террора возненавидел демократию, что и отобразилось в его трагедии «Mesogallo». Республиканские свои симпатии он вложил в Брута: убийца Юлия Цезаря является восстановителем старинной свободы. На Альфьери воспитались итальянские патриоты последующей поры, но сам он не пошёл дальше Вольтера ни в драматическом искусстве, ни в политическом свободомыслии.
Сатиры в XVIII веке писали Касти, автор «Говорящих зверей», и Парини, зло посмеявшийся в «Дне» над царившим ещё аркадским сентиментализмом. Как распространитель новых идей весьма важен Мельхиор Чезаротти (1730—1808), переводчик «Илиады». Он прислушивался к течениям мысли в Германии, где нарождался романтизм. Он также перевёл Оссиана. Интересны также его сочинения по философии языков и эстетике.
Под влиянием романтизма обновляется интерес к национальной литературе; так, Винченцо Монти особенно тщательно занимался «Божественной комедией», которой подражал в поэме «Бассвиллиана», направленной против «великой революции» и не оконченной вследствие побед революционных армий. Вторая его поэма, «Прометей», написана под влиянием Данте.

## XIX век

### Рисорджименто
Первая половина XIX в. — эпоха напряжённой борьбы за освобождение и объединение Италии; произведения поэтов этого времени полны патриотических стремлений. Особенно ярко выступает любовь к отчизне у Уго Фосколо. Он начал с восхваления Наполеона, как освободителя отечества, с увлечения великой революцией. После Кампо-Формийского мира он разочаровался, однако, в своих прежних друзьях. Его знаменитый роман «Последние письма Якопо Ортиса» напоминает гётевского Вертера, но «мировая скорбь» подсказана здесь безотрадным политическим положением родины. Ему принадлежат также две поэмы, «Гробницы» и «Inni delle Grazie», в которых он подходит близко к Андре Шенье и его эллинизму. Патриотическое одушевление, которым сильно проникнуты «Гробницы», зажгло любовь к родной стране в Сильвио Пеллико, когда он жил в Лионе и как бы позабыл об отчизне. В 1809 году Фосколо поставил в Милане трагедию «Аякс», полную прозрачных намёков, направленных против Наполеона. Трагедия была запрещена. После падения Наполеона австрийское правительство, захватившее Ломбардию и Венецию, стало благоволить к Фосколо, как врагу врага. Патриоты приняли близость его к австрийцам за измену, и Фосколо был принуждён покинуть родину. Одним из последних его произведений были лекции о Петрарке и Боккаччо.
Патриотический романтизм особенно развивается в поколении следующем за Фосколо. Александр Мандзони, несмотря на знакомство с кружком французских вольнодумцев-революционеров, навсегда остался верующим, каким он и является в своих «Священных гимнах», одном из первых его произведений. Во время движения Мюрата он написал патриотическую поэму «Il proclama di Rimini». Особенно знаменито его стихотворение на смерть Наполеона, переведённое Гёте на нем. яз. Исторические драмы Манздони: «Граф Карманьола» и «Адельгиз» также полны патриотического энтузиазма. Они построены по образцу романтических драм немецкого репертуара; хор служит для лирических отступлений, где выражаются чувства самого автора. Исторический роман Мандзони «Обручённые» переведён на все европейские языки. Этот роман, изображающий несчастную судьбу двух влюблённых в эпоху испанского владычества, должен был возбуждать ненависть к чужеземному игу и стремление к свободе. С историко-литературной точки зрения он важен, как почин в новом роде поэтического творчества, введённого романтиками, и в особенности Вальтером Скоттом.
По стопам Мандзони, как автора исторического романа, шёл его друг Томмазо Гросси; третий романист того времени, граф д’Адзельо, был женат на дочери Мандзони. Как к драматическому писателю, к Манцдзони примыкают Сильвио Пеллико и Никколини. Первый написал романтическую драму «Франческа да Римини», где выказал недюжинный талант. Он основал также журнал «Concillere», в котором проповедовались романтические принципы в искусстве и идеи объединения и освобождения Италии в политике. В особенности прославил его знаменитый роман «Le mie prigioni». Никколини, как и Пеллико, начал с подражания ложноклассикам, но скоро перешёл на сторону романтиков. Главные его драмы — «Антонио Фоскарини», «Прочида», «Людовико Сфорца», «Филиппо Строцци» и «Арнольдо да Брешия». Рядом с Пеллико стоит участник «Concillere», Джованни Беркет. Его поэма «I Profughi di Parga» рассказывает эпизод из греческого восстания. Известный историк Чезаре Канту написал ок. 250 произведений почти во всех литературных родах. Знаменитый патриот Мадзини был в то же время и выдающимся литературным критиком.
Совершенно одиноко и в стороне от патриотического романтизма стоит великий поэт пессимизма, граф Джакомо Леопарди. От него осталось два тома стихов, изданных его другом Антонио Раньери, частью при жизни, частью после смерти автора, и несколько произведений в прозе, из которых самое значительное — «Диалоги», оригинальное и по мысли, и по исполнению и стоящее совершенно одиноко во всеобщей литературе. Можно также назвать пессимистом и Джусти, автора целого ряда блестящих сатир.
С объединением Италии начинается новый период итальянской литературы. Из поэтов современной Италии наиболее известны Джованни Прати (1815—1884), автор драматической поэмы «Армандо», поэм «Эрменгарда», «Сатана и Грации» и др., Занелла (1820—1888) и Кардуччи (1835—1907), автор «Гимнов к Сатане», «Варварских од», «Ювенилия» и пр.
Из драматических писателей замечательны Джакометти, Бараттини (род. 1825) и Пьетро Косса (1830—1881). Из авторов комедий выдаются своим талантом Томмазо Герарди дель Теста (род. в 1818 году) и Луиджи Суньер (род. в 1832 году). Автор талантливых комедий Феррари (род. 1822) известен также и как историк литературы; таковы его работы о Гольдони и его комедиях, о Парини и пр. Итальянские романисты разделяются обыкновенно на «веристов», к которым принадлежат Луиджи Капуана (род. 1839), его друг Джованни Верга, Чезаре Тронкони, Карло Досси, Доменико Чамполи, Матильда Серао и др., и «идеалистов»: Эдмондо де Амичис (1846—1908), Фарина (1846—1918) и др. Самый знаменитый роман Капуана — «Джачинта». Капуана известен и как талантливый критик. Верга начал с великосветских романов («Ева»), но затем перешёл к изображению простого народа, и тут именно и сказалась его глубоко продуманная объективизация (см. ниже). Произведения де Амичиса носят очень часто идиллический характер: таковы его рассказы из военного быта, его путешествия и новеллы. Лучший его роман — « Gli Amici». Из двадцати девяти романов Фарины особенным успехом пользуются «Amore ha cent’Occhi» и «L’Ultima bataglia di Prete Agostino». Матильда Серао, автор «Addio amore», «Il Paese di cuccagna», «Il Romanzo della fanciulla» и др., в последних своих романах стала подражать современному французскому психологическому роману; таков, напр., «Tramontando il sole». Из более молодых романистов можно назвать ещё Д’Аннунцио, романы которого «Il Piacene» и «L’Innocente» имели большой и заслуженный успех. Современный итальянский роман, как и роман прочих европейских стран, выдвинул социальный вопрос. Он отличается от французского тем, что его авторов трудно с точностью распределить на школы. Тут ещё раз сказалась разъединённость литературных центров Италии. Эта независимость от предвзятых правил придавала итальянским романам особенную свежесть и жизненность.

### Историография
В XIX в. растёт прежде всего историография, о чём свидетельствует, между прочим, «Archivio storico italiano». Весьма ценны и исследования Джузеппе Микали (1768—1844) о древнейшей Италии «L’Italia avanti il dominio de’Romani», которые в дополненном виде были им переизданы как «Storia degli antichi popoli d’Italia». Так же основательны работы Джованни Баттиста Гарцетти «Della condizione d’Italia sotto il governo degli imperatori romani» и «La Germania e i suoi popoli». К этим трудам примыкает Атто Ваннуччи «История античной Италии». Самый значительный из исторических трудов принадлежит Чезаре Канту: его «Универсальная история» обнимает 37 томов и основана, главным образом, на немецких исследованиях.
Между другими историками выдаются Карло Ботта (1766—1837), автор «Storia della guerra dell’indepenclenza degli Stati Uniti d’America» и «История Италии в 1789—1814 гг.»; Винченцо Куоко (1770—1823), рассказывающий в «Saggio storico sulla rivoluzione di Napoli», главным образом, о событиях, которых он был свидетелем; Франческо Марио Пагано, написавший «Storia del regno di Napoli»; Пьетро Коллетта, автор «Storia del reame di Napoli dal 1734—1825». Превосходны и «Considerazioni sulla storie di Sicilia dal 1532—1782» Пьетро Ланца, «La guerra del Vespro Siciliano» и «Storia dei musulmani di Sicilia» у Микеле Амари. Высокое научное значение имеют «Storia delle relazioni vicendevoli dell’Europa e dell’Asia» графа Джованни Баттиста Балделли-Бони, «Annali d’Italia dal 1750» (продолжение Муратори) А. Коппи, «Famiglie celebri d’Italia» графа Помпео Литта Бьюми и «Таvole chronologiche e sincrone della storia fiorentina» немца Альфреда фон Реймонта. Из больших общих трудов по истории всего выше Луиджи Босси «Della istoria d’Italia antica e moderna» и «История Испании»; Лоренцо Пиньотти (1739—1812) «Storia della Toscana fino al Principato» и Пьетро Кустоди с продолжением «Истории Милана» Пьетро Верри.
Самый большой из современных трудов об Италии — «Storia generale d’Italia» от доримских времён до новейшего времени Джованни Кампильо. Интересные данные для древнейшей истории Италии дают изданные Джузеппе Молини, по рукописям Парижской библиотеки, «Documenti di storia italiana». Появилось и большое количество специальных историй: Карло Варезе «Storia della repubblica di Genova fin all’anno 1814»; Эммануэле Челезия «Storia genovesi» и «Storia dell’universilà di Genova»; Луиджи Чибрарио «Storia della monarchia di Savoia» и «Origine e progresso della istituzioni della monarchia di Savoia»; Доменико Карутти «Storia della diplomatia della corte di Savoia». Историю Пьемонта написали Эрколе Рикотти («Storia del Piemonte») и Никомед Бианки («Storia della monarchia Piemontese»). Карутти издал «Storia del regno di Vittorio-Amadeo II» и «Storia del regno di Carlo-Emanuele III»; Джузеппе Массари — «La vita e il regno di Vittorio-Emmanuele II di Savoia»; Самуэле Романин — подробную «Storia di Venezia», к которой примыкаетПомпео Молменти «Storia di Venezia nella vita privata». О Сицилии писали Джузеппе Алесси «Storia critica di Sicilia», Исидоро ла Лумия «Studi di storia siciliana», Винченцо Мортилларо «Leggende siciliane», Боццо и др.; о папах — Фердинандо Бозио «Storia populare de’Papi» и Бартоломео Малфатти «Imperatori e papi ai tempi della signoria dei Franchi», о папской области — Карло Фарини «Lo stato romano». Флорентийской истории посвящён труд Джино Каппони, «Storie fioreritine». Над общей историей Италии работали ещё Фердинандо Раналли «Storie italiane»; Джузеппе Ла Фарина «Storia l’Italia dal 1814 al 1849»; Фарини «Storia d’Italia dal 1814 al 1823»; Филиппо Гуальтерио «Degli ultimi rivolgimenti italiani»; Паоло Эмилиани Джудичи «Storia dei comuni italiani»; Чезаре Канту «Storia degli Italiani»; Фабио Мутинелли «Storia arcana e aneddotica d’Italia»; Антонио Раньери «Della storia d’Italia dal quinto al nono secolo»; Aнтонио Коши «L’Italia durante le preponderanze straniere».
Прославились также как историки Карло Тройа, Туллио Дандоло, Чезаре Балбо, Брофферио Карло Чиполла «Storia delle Signorie italiane», Руджеро Бонги, Джузеппе Гверцони «Garibaldi», Фердинандо Петруччелли делла Гаттина, Энрико Поджи и др. Замечательно, что итальянская историография ограничивает свой предмет почти одною лишь Италией; «Всеобщая история» Канту, из более новых сочинений Эмилио Брольо «Il Regno di Federico II. di Prussia» и некоторые другие составляют редкие исключения.
В истории литературы и искусств замечается то же явление (кроме обширной « Storia universale di letteratura», Анджело де Губернатиса); на имеющуюся в обществе потребность отвечают переводы с французского и немецкого. По археологии и истории искусств есть сочинения Джузеппе Босси, Фумагали, Джулио Феррарио, Розини, Франческо Ингирами, Розеллини, Чиконьяра, Чиконья, особенно же Эннио Квирино Висконти. Много сделали для археологии графы Боргезе и Фиорелли, для истории итальянского искусства — Сельватико, Раналли и Кавальказелле.
В конце XIX века итальянцы стали интересоваться Востоком; санскритом успешно занялись Гаспаре Горрезио, переводчик «Рамаяны», Флеккия, Асколи и де Губернатис. Оживилась в Италии и философская деятельность, хотя самостоятельных, многообъемлющих идей она и не успела дать. Кант и Гегель нашли убеждённых сторонников среди итальянских философов: первый — в лице Галлуппи и Оттавио Колекки, второй — в Бертрандо Спавента и Аугусто Вера. Все четверо оказали большое влияние на молодёжь.
Более независимы были Розмини-Сербати и Джоберти. Примыкая к платонизму, Розмини-Сербатти выработал религиозно-философский идеализм, враждебный господствовавшему раньше в Италии сенсуализму (представителем его был Романьози и скептическим элементам критицизма. Винченцо Джоберти стремился к свободному союзу между верой и разумом. Попытка внесения в итальянскую философию национального элемента была сделана и Теренцио Мамиани; он старался держаться середины между крайним церковным направлением и позитивистическим натурализмом. Против попыток Росмини и Джоберти примирить католичество с философией решительно выступил Франки, Авзонио, совершенно порвавший с церковью мыслитель. Философию истории Джузеппе Феррари обогатил рядом очень ценных трудов («La filosofia della revoluzione», 1851). Другой философ истории, Луиджи-Андреа Мадзини (брат Джузеппе Мадзини), известен был как автор остроумной книги: «Италия и современная цивилизация». В последние годы XIX века существовало сильное оживление в итальянской философской литературе; в ней представлены разнообразнейшие направления — гегелианство, французско-английский позитивизм, учение Гербарта и чисто церковное направление. В последнем наиболее известны были Аугусто Конти и Вито Форнари. Историю современной философии написал Дж. Б. Бертини.
По психологии, связанной с физиологией, ряд трудов, вроде этюдов Мишле, написал Паоло Мантегацца; они переведены почти на все европейские языки. О Спинозе и Вико писал Д.Сакки, о Юме — А. Паоли, о Канте — Кантони и Ф. Токки, о Гартманне — Франческо Бонателли («La filosofia dell’inconscio»). В юриспруденции видную роль играл Романьози, слава которого особенно увеличилась после его смерти. В естественных науках выдаются Себастиани Франки, Микели, Джузеппе Джинанни, Виталиано Донати, Сави, Вивиани, Бертолони, Реди, Феличе Фонтана, Ладзаро Спалланцани и Вольта, к которым прибавились учёные с такими заслугами, как физик Меллони, математики Лагранж и Либри Каруччи, астрономы Секки, Скиапарелли, Донати, физиолог Бонукки, Ломброзо, метеоролог Луиджи Пальмиери и др.

### 1870—1890-е годы
Революционно — романтическое направление, отражавшее движение Рисорджименто, завершилось творчеством Р. Джованьоли (1838—1915). Его роман «Спартак» (1874) был проникнут революционным пафосом, в то же время в нем присутствовал и элемент бытописательства. В этот период продолжали творить такие поэты, как Джозуэ Кардуччи, поэтическая школа которого стремилась возродить классицизм: поэты С. Феррари (1856—1905), Дж. Марради (1852—1922), Г. Маццони (1859—1943). В это же время в итальянской поэзии были и последователи традиции романтизма, ставившие философские проблемы, такие как М. Раписарди (1844—1912) и А. Граф (1848—1913). В целом, однако, итальянский романтизм с его дидактической направленностью и идеализацией действительности в это время начал вырождаться в связи с разочарованием, постигшим передовую интеллигенцию после объединения страны и превращения её в буржуазную монархию.
Ведущим течением в итальянской прозе после 1870 стал веризм. Это течение возникло в результате стремления писателей реалистически отобразить современную социальную действительность. В противовес вырождавшемуся романтизму с его дидактической направленностью, веристы уделяли внимание жизни социальных низов и «тёмным» сторонам жизни, реалистически отображая повседневную жизнь «маленьких людей» в её глубоких противоречиях. Изображая быт и нравы различных итальянских провинций, веристы широко использовали разговорную речь и местные диалекты, сформировав таким образом так называемую региональную литературу, стиль которой далёк от «книжного» языка романтиков.
Крупнейший представитель веризма — Джованни Верга. В своих произведениях (сборники «Жизнь полей», 1880, «Сельские новеллы», 1883), романах («Семья Малаволья», 1881) и драмах («Сельская честь», 1884, и др.) он изображает жизнь сицилийской деревни. Для Верга характерно критическое отношение к духовенству, мелкому дворянству, чиновничеству и сельским богачам, с одной стороны, и симпатия к нищим рыбакам и крестьянам — с другой. Бытовые очерки в сентиментальном духе писал о тосканских крестьянах Р. Фучини (1843—1921). Сентиментально-филантропические мотивы были сильны в творчестве Матильды Серао, описывавшей неаполитанский быт (очерки «Чрево Неаполя» (1884), роман «Страна изобилия» (1891)), а в психологических романах писательницы Грации Деледды, посвящённых Сардинии, её нравам и природе, звучит то тема рока, то католический мистицизм («Элиас Портолу», 1903, «Дорога зла», 1906). Веристы Верга, Капуана, Дж. Джакоза (1847—1906), М. Прага (1862—1929), Р. Бракко (1862—1943), Дж. Роветта (1851—1910) и другие создали бытовой театр, с которым связана и диалектальная драматургия Дж. Галлины (1852—1897) и других. В веристских драмах преобладала семейная и любовная тематика, в них изображались главным образом так называемые «средние люди», с их мелкими страстями и пороками (за исключением драм Верги). Физиологическим сторонам человеческих отношения уделялось внимание в произведениях Капуаны, в частности, в романе «Джачинта» (1879).
Веризм оказывал влияние на поэтов различных направлений: Олиндо Гуэррини (псевд. — Л. Стеккетти; 1845—1916), автора сб. стихов о любви и смерти в духе Ш. Бодлера; Дж. Чена (1870—1917), А.Негри (1870—1945), начавшую с народнических стихов и примирившуюся впоследствии с фашизмом; на поэтов Ч. Паскарелла (1858—1940) и С. Ди Джакомо (1860—1934), писавших лирические стихи на диалектах итальянского языка. К веризму примыкал и писатель-социалист Э. Де Амичис (1846—1908), в сентиментальных повестях которого, таких как «Сердце» (1886), «Роман учителя» (1890) и других — утверждались демократические и гуманистические идеалы. Проникнута гуманизмом и всемирно известная сказочная повесть К.Коллоди (1826—1890) «Приключения Пиноккио» (1880), исполненная юмора и написанная живым разговорным языком. Отходит от веризма И. Свево (1861—1928), который в своих ранних романах «История одной жизни» (1892) и «Старость» (1898) описывал среду мелких служащих в духе Г. Флобера и отчасти Э. Золя.

## Конец XIX — первая половина XX века
В конце XIX века в итальянской литературе возникают декадентские течения, в частности, неоромантизм. Один из главных представителей неоромантизма — А. Фогаццаро (1842—1911) — автор романа «Старый маленький мирок» (1895) и других. Другой видный неоромантик — поэт Дж. Пасколи (1855—1912) в своих произведениях воспевал природу, скромную сельскую жизнь и простые человеческие чувства;наряду с этим Пасколи в своих стихах воскрешал античность, окрашенную в мистические тона (сборники «Тамариск» (1891), «Песни Кастельветро» (1903), «Застольные песни» (1904)), также воспевал историческую славу Италии: «Италийские поэмы», «Песни короля Энцио» (1908—1911), а в его публицистике зазвучали даже шовинистические ноты. Возникали также литературные течения, связанные с распространением ницшеанства. Среди них выделяются творчество А. Ориани (1852—1909), переходное от веризма к декадансу, и особенно — творчество Габриэле Д’Аннунцио, стихи, драмы и романы которого отличает эстетский и эгоистический гедонизм (роман «Наслаждение», 1889), прославление ницшеанского «сверхчеловека» (роман «Триумф смерти», 1894, трагедия «Корабль», 1908). Д’Аннунцио выступал с откровенно милитаристскими сочинениями в духе фашизма, к которому идейно примкнул (прозаическое произведение «Ноктюрн» (1921), и др.). Творчество Д’Аннунцио оказало влияние на таких писателей, как Э. Москино, Гидо да Верона (1881—1939) и других; часть их группировалась вокруг журнала «Convito» («Пир», 1895—1907), издававшегося поэтом А. Де Бозисом (1863—1924).
К фашизму в своих убеждениях пришёл и Джованни Папини, начавший свою литературную карьеру как убеждённый анархист (автобиографическая повесть «Конченный человек», 1912). Папини был одним из организаторов журнала «Lacerba» (1913—15), отвергавшего идейные ценности прошлого и призывавшего к участию в создании из Италии сильного империалистического государства, а также ратовавшего за вступление Италии в войну. Вокруг журнала «Lacerba» группировались футуристы, это течение возглавлял Филиппо Маринетти — автор многих манифестов футуристов, поэм, пьес и романа «Футурист Мафарка» (1909), прославлявшего насилие и войну. Итальянские Футуристы создали свой «алогичный» стиль, разрушая синтаксис, сводя морфологию к простым формам и разлагая художественный образ.
Своеобразной реакцией на творчество Д’Аннунцио и его единомышленников стало течение так называемой «сумеречной поэзии» и драматургии, возникшее в конце 1900-х гг. , «Сумеречная поэзия» отражала страх интеллигенции перед развитием антигуманистических теорий, идеологически подготавливавших войну. Представители «сумеречной поэзии» — поэты Гвидо Гоццано (сб. «Беседы», 1911), С. Кораццини (1886—1907), М. Моретти (1885—1979), Камилло Сбарбаро; сб. «Смолы» («Resine», 1911) и другие, следуя за Пасколи, воспевали обыденную жизнь и стремились к безыскусственности. Но их поэзия, проникнутая меланхолией и иронией, утверждала, что жизнь пуста и бесцельна, и потому их стихи лишены настоящих мыслей и чувств. В произведениях «сумеречной драматургии» (Ф. М. Мартини (1886—1931), и другие) изображалась тихая провинциальная жизнь, действие развивалось медленно, большую роль играл подтекст, который должен был помочь раскрыть психологию слабых и инертных героев. «Колеблющуюся» позицию занимал Сем Бенелли, который в своих произведениях изображал то скромных маленьких людей, то ницшеанских героев.
Большое влияние на развитие итальянской литературы первого десятилетия XX века оказал критик и философ Бенедетто Кроче. Полемизируя с позитивистской и католической критикой, а также с иррационализмом декадентов, Кроче стремился дать точный анализ литературных произведений. Под влиянием Кроче находился Джузеппе Преццолини, основатель журнала «Voce» («Голос», 1908—16). Этот журнал, ставший основным литературным журналом Италии в предвоенный период, привлёк не только столичных, но и провинциальных писателей. В нем печатались произв. писателей-фрагментаристов Арденго Соффичи, Ш. Златапера (1888—1915), П. Жайе (1884−1956) и других, стремившихся в форме лирических отрывков, стихотворения-дневника импрессионистски выразить своё ощущение действительности и её кризиса.
Кризис традиционной морали и трагедию «маленьких людей» в современном мире с наибольшей остротой показал в своих произведениях Луиджи Пиранделло, на творчество которого оказали влияние веристские произведения с их демократичностью и идеализмом начала XX века. Хотя творчество Пиранделло и ограничено по своей тематике, оно проникнуто гуманизмом, а его лучшие произведения — романы («Покойный Маттиа Паскаль», 1904, «Кто-то, никто и сто тысяч», 1926) и драмы («Лиола», 1916, «Шесть персонажей в поисках автора», 1921, «Обнажённые одеваются», 1922), несмотря на парадоксальность ситуаций, носят социальный характер. Под влиянием фашистского режима, когда вся итальянская литература стала не только аполитичной, но и «асоциальной», общественно значимая проблематика исчезла из этих драм, и они превратились в символические произведения (пьеса «Новая колония»). В самом известном романе Итало Звево «Самопознание Дзено» (1923), вышедшем во время всеобщего интереса к психоанализу, асоциальный и психически нездоровый главный герой, для которого характерны отсутствие воли, чётких идеалов и определённых занятий, занимается рефлексией и в итоге приходит к выводу, что здоровье является недостатком.
В оппозиции к «асоциальным» тенденциям фашизма с 1920-х годов начал развиваться новый реализм, после войны оформившийся как неореализм, во многом основывавшийся на веризме, но при этом отличавшийся от него спецификой остроты новой социальной и политической ситуации; на писателей влияние оказали переводы Хемингуэя, Дос Пассоса, Фолкнера, Стейнбека, Гертруды Стайн, Шервуда Андерсона в переводах Чезаре Павезе и Элио Витторини; наиболее плодотворной работа неореалистов была после Второй мировой войны, в то время как при фашистской диктатуре их работы и взгляды, часто антифашистские, могли не быть востребованы или оказаться под запретом: так, роман Карло Бернари «Трое рабочих» был изъят из обращения по личному распоряжению Муссолини. Среди наиболее известных новых реалистов до 1945 года были Альберто Моравиа, добившийся славы в 1929 году романом «Равнодушные» о среднем классе, который из-за отказа издательств автор был вынужден напечатать за свои деньги, позже испытывавший давление со стороны властей; Иньяцио Силоне, в 1933 году издавший за границей роман «Фонтамара» о жизни крестьянства во время фашистской диктатуры и попытках противостоять ей; Витторини, в 1941 году издавший роман «Сицилийские беседы», после подвергшийся заключению. После войны движение развивается, на послевоенных авторов влияние оказывают опыт войны, фашизма и идеи марксизма. Павезе издал свой самый известный роман «Луны и костры» (1950); Моравиа написал романы «Конформист» (1951) и «Чочара» (1957), получившие известные экранизации; Примо Леви отразил своё заключение в Аушвице в «Человек ли это?» (1945) и других книгах; Карло Леви в «Христос остановился в Эболи» (1945) описал крестьян Юга Италии, встреченных в политической ссылке; Курцио Малапарте написал свои самые известные романы: в «Капут» (1944) изобразил события Восточного фронта с перспективы войск Оси, а в «Шкуре» (1949) — пребывание американских войск в Италии. Пьер Паоло Пазолини как писатель наиболее известен романом «Шпана» (1955) о римских люмпенпролетариях.

## Поэзия
Один из главных центров итальянской поэзии начала XX века стала Болонья, где группируется целый ряд поэтов вокруг престарелого Кардуччи. Основные черты этой группы — культ латинских традиций, патриотический лиризм и в особенности языческая жизнерадостность; она является реакцией против романтизма, с его католическим отпечатком. Кардуччи, глава северной болонской поэзии, и Марио Раписарди (1844—1912), автор «Люцифера», стоявший во главе сицилийской школы, задали тон всей поэзии новейшего периода своими мятежными песнями свободной мысли. К наиболее выдающимся последователям Кардуччи принадлежит Джованни Марради (1852—1922), автор «Современных баллад» (1895), соединивший большую эрудицию в разработке старинных стихотворных форм с тонким лиризмом в описаниях природы и с отзывчивостью на современные темы.
Другие поэты болонской группы: Северино Феррари (1856—1905), Энрико Панцакки (1840—1904), парнасец по выработке стиха («Старый идеал»; «Греческие поэмы» и т. д.), откликавшийся вместе с тем на современные общественные и патриотические темы («Rime nuove», 1898); Гвидо Маццони (1859—1943), восторженный певец Флоренции, тоже соединявший лирический подъем и культ формы с интимной нежностью семейного чувства, укоренившегося в итальянской поэзии отчасти под влиянием Кардуччи. Анни Виванти (1866—1942) романтична в своих песнях любви, но примыкает к школе Кардуччи свободной страстностью своего лиризма. Киарини (1833—1908), автор сборника од «Lacrymae», известен также как выдающийся литературный критик и профессор истории в Римском университете.
Из южных поэтов, соединяющих пылкость чувств с примирённостью во имя красоты внешнего мира, наиболее известны Джованни Чезарео (1861—1937), поэт и учёный, и Луиджи Капуана (1839—1915), романист и поэт, романтик по темпераменту, мечтатель с некоторым оттенком скептицизма.
Наряду с этой жизнерадостной поэзией земли есть поэты религиозных настроений. Во главе их стоит Антонио Фогаццаро (1842—1911), известный главным образом своими романами. В поэзии он продолжатель традиций аббата Дзанелла, который был его воспитателем, и воспевает религиозные чувства и христианскую скорбь. Его главное произведение — большая поэма «Миранда», нежная повесть женской любви, покорной своей трагической судьбе. В своей лирике (сборник избранных его стихотворений вышел в 1898 году) Фогаццаро с грустью отказывается от надежды слить реальную действительность с желаниями религиозно настроенной души и ищет успокоения в одиночестве, в отречении от страстей. К Фогаццаро примыкает другой неохристианский поэт, Джулио Сальвадори (1862—1928), который тоже стремится примирить науку с религиозным мышлением. В сборнике стихов: «Canzoniere civile» он сводит всю гражданскую историю к религиозным мифам.
Другое направление современной итальянской поэзии носит название веризм и соответствует отчасти французскому натурализму. Оно противопоставляет идеализации жизни и чувств изображение истинных страданий и неприкрашенной правды. Во главе веристов стоит Лоренцо Стеккетти (1845—1916; настоящее его имя — Олиндо Гверини). Прославивший его лирический сборник «Postuma» построен на сентиментальных эффектах, представляя собой якобы посмертное издание стихов юноши, умершего от чахотки. У него есть и сильные, правдивые стихи, как, например, «Il Canto dell’Odio», в духе Бодлера. В своих теоретических статьях Стеккетти защитник принципов веризма. К новейшим представителям веризма относится туринский профессор Артуро Граф (1848—1913), пессимистический поэт мрачных настроений, певец смерти, отчаяния и фантастических образов, вызывающих ужас в душе. Этим духом проникнут весь его сборник «Dopo il tramonto», представляющий вариации на фантастически-угрюмые темы. Сборник «Данаиды» (1897) более разнообразен; в нём звучит сострадание к людям, свершающим бесцельный подвиг жизни. Очень сильны поэмы «Город титанов» и «Погребённый титан».
Много поэтов — и самых выдающихся — стоят вне определённых групп. Таковы: Эдмондо де Амичис (1846—1908), известный романист и философ; его стихи пользовались популярностью — как выражение семейной привязанности, любви к матери. Несколько поэтесс — Алинда Брунамонти (1841—1903), графиня Лаура (1821—1869), Виттория Аганоор (1855—1910) — воспевают любовь. Поэзия графини Лауры проникнута искренностью и силой страсти; Виттория Аганоор считается, наряду с Адой Негри (1879—1945), одной из первых поэтесс по глубине и силе чувства и классической разработке стиха. Из более поздних поэтов составили себе известность венецианский поэт Джованни Киджато (1876—1922), автор «Rime dolente» (1898), Джованни Чена (1870—1917) («Madre», 1897; «In Umbra», 1899) с его скорбной поэзией и порывами к абсолютно прекрасному, Уго Ойетти (1871—1976), известный журналист, автор книги о современной литературе, составленной из «интервью» (A la scoperta dei letterati), повестей, а также искренних по настроению, изысканных по форме стихов. Флорентийский поэт Анджоло Орвието (1869—1967), автор «Sposa Mystica» и «Il Velo di Maya» — мистик и эстет, последователь д'Аннунцио. Большой известностью пользовался Джованни Пасколи (1855—1912), примыкающий отчасти к традициям Кардуччи, изысканный поэт природы, созерцатель, проникнутый гуманными чувствами, прославляющий свою мать (нота семейственности свойственна всей итальянской поэзии), и главным образом мастер формы, соединяющий сжатость и выразительность с необыкновенной музыкальностью стиха. Сборники его стихов: «Myricae» (1892) и «Poemetti» (1897); собрание его соч. вышло в 1905 году.
Два итальянских поэта приобрели громкую известность и за пределами Италии. Ада Негри, автор сборников «Fatalita» и «Tempeste», обязана своей популярностью горячему заступничеству за рабочих и ярким картинам нищеты и страданий. Значение её поэзии — не чисто художественное, а социальное. Она привлекала благородством своих гуманных чувств, но лирический подъем нередко заменяется у неё дешёвыми эффектами сентиментальности. Первые два сборника Ады Негри написаны были, когда она была народной учительницей и близко соприкасалась с жизнью бедняков; позже она вышла замуж за состоятельного человека и мало писала с тех пор. Сборник стихов «Maternita» гораздо слабее прежних. Другой итальянский поэт, стоящий во главе всего литературного движения в Италии, как в области лирики, так и драмы и театра — Габриеле д’Аннунцио (1863—1938). Его первый сборник стихов, «Primo Vere», вышел в свет, когда ему было 15 лет и вызвал предсказания блестящей литературной будущности. В последующих сборниках — «Canto Novo», «Intermezzo di Rime», «Isotteo», «Elegie romane» и др. — лирический талант д’Аннунцио проявился во всей своей силе, поражая неподдельной захватывающей страстностью, утончённым эстетизмом ощущений и виртуозностью формы. Дуализм языческого культа наслаждений, уживающегося в современной душе с жаждой чистоты и святости, составляет основной мотив всей лирики д’Аннунцио, его гимнов торжеству страстей и его песен о муках пресыщенности, о блаженстве чистых экстазов. Смелость эротических мотивов д’Аннунцио очень велика (в особенности в «Intermezzo») и навлекла на него большие нарекания, даже со стороны апологета его первых стихов, критика и поэта Киарини. В своём лирическом произведении, «Laudi», д’Аннунцио переходит от субъективного эстетизма к широким национальным темам и воспевает героев Италии всех времён.
В области художественной прозы, романов и повестей первое место занимает опять-таки д’Аннунцио своими психологическими, эстетическими и философскими романами и повестями. Сначала он выступил романами в духе Бурже, построенными на анализе сложных любовных переживаний («Невинная жертва», «Наслаждение», «Торжество смерти»). Но у д’Аннунцио гораздо больший захват, чем у Бурже, у которого он заимствовал только пристрастие к салонным формам жизни. Основная мысль первых романов д’Аннунцио та же, как и в его лирике: борьба жажды наслаждений и жажды чистоты в душе современного человека. Сила этих романов — в их яркой южной страстности, в уменье мощно и красиво воссоздавать переживания чувств и страстей. От чисто психологических романов, в которых чувствуется в значительной степени влияние Достоевского, д’Аннунцио, проникшись идеями Ницше, перешёл к прославлению крайнего субъективизма и эстетизма, к презрению толпы во имя сверхчеловека. В этом духе написаны его символические «романы лилии» — «Пламя», «Девы гор» — изобилующие поэтическими красотами, но с томительной местами риторикой и взвинченностью стиля. В своих повестях «Джованни Эпископо» и «Новеллах из Пескары», д’Аннунцио соединяет большой драматизм со сжатостью художественной формы.
К числу лучших итальянских романистов последнего периода относится Антонио Фогаццаро. В его романах сказывается серьёзность его религиозных и этических идеалов. В «Мальомбра», первом романе Фогаццаро, фабула построена на буддийском веровании в переселение душ; в дальнейших романах преобладают идеалистические тенденции. Лучший идеалистический роман Фогаццаро — «Даниеле Кортис», где воспевается возвышенная любовь, соединённая с нравственным стоицизмом и верой в победу духа над внушениями страстей. Гораздо слабее второй роман, «Тайна поэта», — сентиментальная любовная история без философской окраски. Романы «Отживший мирок» и «Современный мирок» наиболее типичны для творчества Фогаццаро; они обнаруживают все его достоинства — углублённость психологии, в связи с развитием религиозного чувства действующих лиц, уменье воссоздавать среду, изображать характеры и типы. В центре романа стоит вопрос о совести: различные отношения к нему действующих лиц определяют их духовный облик. Кроме романов, Фогаццаро написал ряд новелл, собранных в трёх сборниках: «Sonatine bizzarre», «Racconti brevi» и «Fedele».
Джероламо Роветта (1851—1910), известный главным образом как драматург, написал также несколько романов, имевших большой успех своими описаниями итальянского общества, в особенности политической жизни со всеми её интригами. К известнейшим его романам принадлежат «Слёзы ближнего» («Lagrime del Prossimo») — едкая сатира на политических деятелей, «Mater Dolorosa», несколько мелодраматическая история страдалицы с идеальной душой, затем, «Baraonda», где описывается крупная мошенническая афера и под прозрачными масками выводятся герои происходившего в действительности скандального процесса. Дальнейшие романы Роветты — «L’Idolo», «Il processo Montegu», «Sott’acqua», «La Moglie di sua Eccelenza» и др. — в психологическом отношении слабы, часто наивно-сентиментальны, но представляют бытописательный интерес, как изображение светских нравов в Риме и других центрах итальянской жизни.
Наряду с этими главнейшими представителями современного итальянского романа есть другие беллетристы, более или менее примыкающие к их художественным формулам. Э. Бутти (1868—1912) пишет философски-социальные романы, ближе всего напоминающие Фогаццаро. Наибольшим успехом пользуется его роман «L’automa». Последователем веристов Луиджи Капуана и Джованни Верга является Федерико де Роберто, своими смелыми бытописательными романами. Лучший из них — «Vicerè», изобилующий характерными подробностями из жизни итальянской аристократии. В другом романе де Роберто, «L’Illusione», преобладает психологический анализ. Пользуются известностью ещё Луиджи Гуальдо, автор «Decadenza», Кастельнуово, Эмилио Де Марки, прославившийся главным образом своим романом «Деметрио Пианелли».
Выдвинулись и две женщины-романистки. Неэра (1846—1918) прославилась романом «Anima Sola», переведённым на все европейские языки; в нём рассказано многое из жизни Элеоноры Дузе. Более талантлива и своеобразна Грация Деледда (1871—1936), которая вносит в свои романы интересные описания жизни и людей своей родины, Сардинии, и с большим талантом изображает жизнь крестьянского населения, типы людей с непосредственными чувствами и сильными страстями. Лучшие её произведения — «Пепел» и «Честные души», «После развода». В своём романе «Ностальгия» она описывает страдания чистой, искренней девушки, попадающей из тихого родного уголка в Сардинии в Рим, в мелкую буржуазную среду, с её уродливыми интригами и узкими интересами. Роман написан очень горячо, но с неизбежной в большей части итальянских романов сентиментальностью. Грацию Деледду стали переводить на все европейские языки, так как произведения её хорошо знакомят с бытом итальянских провинций. В 1927 году она стала лауреатом Нобелевской премии по литературе.
К беллетристам, насаждающим в Италии французский «модернизм», относится Уго Ойетти; в поэзии он последователь д’Аннунцио, в журнализме — искатель новых течений, а в повестях, как, напр., в сборнике «Cavallo di Troïa», напоминает французских «иронистов» новейшего типа.
Главные представители итальянской драмы — те же, которые прославились как поэты и романисты. Общепризнанным главой итальянского театра является д’Аннунцио, который мечтал о том, чтобы воскресить в Италии античный театр, приспособив его к современным требованиям. Эта мечта не осуществилась, но он написал целый ряд трагедий и драм, отличающихся высокими художественными достоинствами. И в них, как и во всем его творчестве, основную идею составляют трагические столкновения между правдой духа и правдой плоти. Помимо силы и современности идейных замыслов, драмы д’Аннунцио производят сильное впечатление южной страстностью в передаче душевных переживаний и поразительной поэтичностью образов и языка. Главнейшие из них: «Джоконда», «Мёртвый город», «Слава», «Франческа да Римини», «Дочь Йорио», «Пламя под спудом». Все они переведены на разные европейские языки и с успехом шли на всех европейских сценах, в том числе и на русской.
Из других драматургов наибольшим успехом на итальянских сценах пользовались комедии и драмы Джероламо Роветты («I disonesti», «I Barbare», «Trilogia di Dorina», «Il re Burlone» и мн. др.), Роберто Бракко (1861—1943) («Diritto del amore», «Il Trionfo» и др.), Джузеппе Джакозы («Tristi amori», «Dintti dell’anima» — правдиво рисующие грусть жизни, где трагические переживания сплетаются с прозаическими обстоятельствами жизни), Марко Праги (1862—1929) («L’Erede», «Le Vergini» — сильно натуралистические драмы), Галлины, Бутти («L’utopia»). В общем, за исключением самобытного Габриеле д’Аннунцио, итальянский театр шёл в хвосте французской драмы Дюма и являлся скорее драмой внешних положений, чем духовных конфликтов.